# Juul (entreprise)
Pour les articles homonymes, voir Juul.
Juul Labs, Inc. (stylisé en JUUL Labs) est une entreprise américaine qui fabrique des cigarettes électroniques. Fondée en juillet 2017, elle a son siège à San Francisco. L'entreprise quitte le marché français en 2020 après deux ans d'activité. En 2022, ses produits sont interdits à la vente aux États-Unis par la Food and Drug Administration, avant d'être de nouveaux autorisés à partir de juillet 2025.

## Histoire
En décembre 2018, Altria a pris une participation minoritaire de 35 % dans Juul pour 12,8 milliards de dollars. Juul propose des vapoteuses (ou aussi appelé cigarette électronique) de poche. En effet, elles ne mesurent que 8 cm. L'entreprise favorise l'aspect pratique avec des vapoteuses de petite taille et des "juul pods" interchangeables de différents goûts (mangue, menthe, baies rouges, blond royal).
En avril 2022, Juul doit s'acquitter de 22,5 millions de dollars auprès de l'État de Washington, qui l'accuse d'avoir visé les adolescents dans sa stratégie marketing.

## Concept
Au départ, l'entreprise se veut d'accompagner les fumeurs adultes dans leurs processus d'arrêt de consommation du tabac[réf. nécessaire]. Face aux critiques[Lesquelles ?] quant à l'utilisation de ses vapoteuses par des mineurs Juul renforce[Comment ?] les contrôles[Lesquels ?] et fait de ce problème sa priorité[réf. nécessaire].